# Nericia
Nericia (en sueco: Närke) es una provincia histórica (landskap) de la Suecia central. Limitaba con las provincias de Vestrogotia, Vermelandia, Vestmania, Sudermania y Ostrogotia.
El nombre de la provincia deriva de las poblaciones que la habitaban, los njarar (hoy Njars) o los nerikjar (hoy närkingar). La raíz nari está emparentada con la palabra inglesa narrow ("estrecho"), que se refiere a los estrechos que caracterizan a los lagos del sur y noreste de la región. La provincia también es denominada Nerike, por su antigua transcripción, y Nericia por su nombre latino.
La fuente literaria más antigua donde se cita al pueblo Njars es en Völundarkviða (el poema de Völundr), un poema épico que forma parte del Edda poética donde se menciona la crueldad de Níðuðr como señor de los Njars.

## Geografía física
El monte más alto de la región está en la cadena Kilsbergen, que se levanta unos 200 metros de altitud en unos pocos kilómetros. La parte este es una llanura que rodea el lago Hjälmaren. La provincia limita en el sur con el lago Vättern. Existe un parque nacional cerca de Garphyttan.

## Geografía política
En la actual organización territorial de Suecia ocupa la parte sur de la Provincia de Örebro. El territorio de la provincia está habitado por 188.717 (en 2005).
Las principales ciudades de Nericia son:
- Örebro
- Askersund
- Hallsberg
- Kumla
- Laxå